# Rover P4
Der Rover P4 war eine Limousine, die von 1949 bis 1964 hergestellt wurde. Danach wurde sie durch den wesentlich moderneren Rover P6 ersetzt. Alle P4-Modelle hatten 4 Türen und 4 Sitzplätze. Die Bezeichnung P4 war ein Herstellercode, der die Modellgruppe bezeichnete, aber nicht umgangssprachlich von Kunden verwendet wurde. Diese nannten ihre Autos z. B. „Rover 90“ etc.

## Spitzname
Bekannt waren die Modelle, insbesondere gegen Ende der Bauzeit und danach, auch unter dem Spitznamen „Auntie“ (Tantchen). Dieser Spitzname stammt ursprünglich von drei englischen Motorjournalisten (Dennis Jenkinson, Ted Eves, Jesse Alexander), die im Jahr 1958 mit einem Rover 90 des Werkspressedienstes in Solihull gemeinsam von England über Gibraltar und Algier nach Casablanca (Marokko) und über Turin (Italien) wieder zurück nach England fuhren. Der Rover hatte während der langen Reise kein einziges technisches Problem und verbrauchte zudem kaum Öl oder Wasser. Dennis Jenkinson war tief beeindruckt und meinte, mit dem Rover durch halb Europa und Afrika zu reisen sei „so gemütlich und sicher wie ein Besuch bei meiner Tante zum Tee“. Die Ähnlichkeit in der Aussprache von „Rover Ninety“ und „Rover Auntie“ leistete vermutlich auch einen Beitrag zur Entstehung des Spitznamens.

## P4 75
Der erste P4, der Rover 75, wurde 1949 herausgebracht. Im Gegensatz zu seinem Vorgänger Rover P3 hatte er ein besonders bei konservativen Rover-Kunden kontrovers diskutiertes modernes Styling, das stark an die 1947 erschienenen Nachkriegsmodelle des US-amerikanischen Autoherstellers Studebaker angelehnt war. Diese maßgeblich vom Industriedesigner Raymond Loewy entworfenen Studebakers galten schon bei ihrem Erscheinen sowohl in der Fachgemeinde als auch in der Presse als revolutionär und bahnbrechend. Deshalb wählte Rovers Stylingteam deren Karosserieform als Ausgangspunkt für den neuen Rover, schließlich sollte die neue Form einige Zeit lang aktuell bleiben.
Als „häßliches Detail“ stach der einzelne Scheinwerfer im Kühlergrill ins Auge, ein damals durchaus populäres Stylingmerkmal, das in abgewandelter Form auch Hersteller wie Fiat, Tucker, Ford und Studebaker einsetzten. Es wurde als „Cyclop’s Eye“ (Zyklopenauge) bekannt, jedoch im März 1952 wieder aufgegeben. Alle P4 hatten Karosseriebleche aus Aluminium, bis auf die letzten Modellreihen 95 und 110.

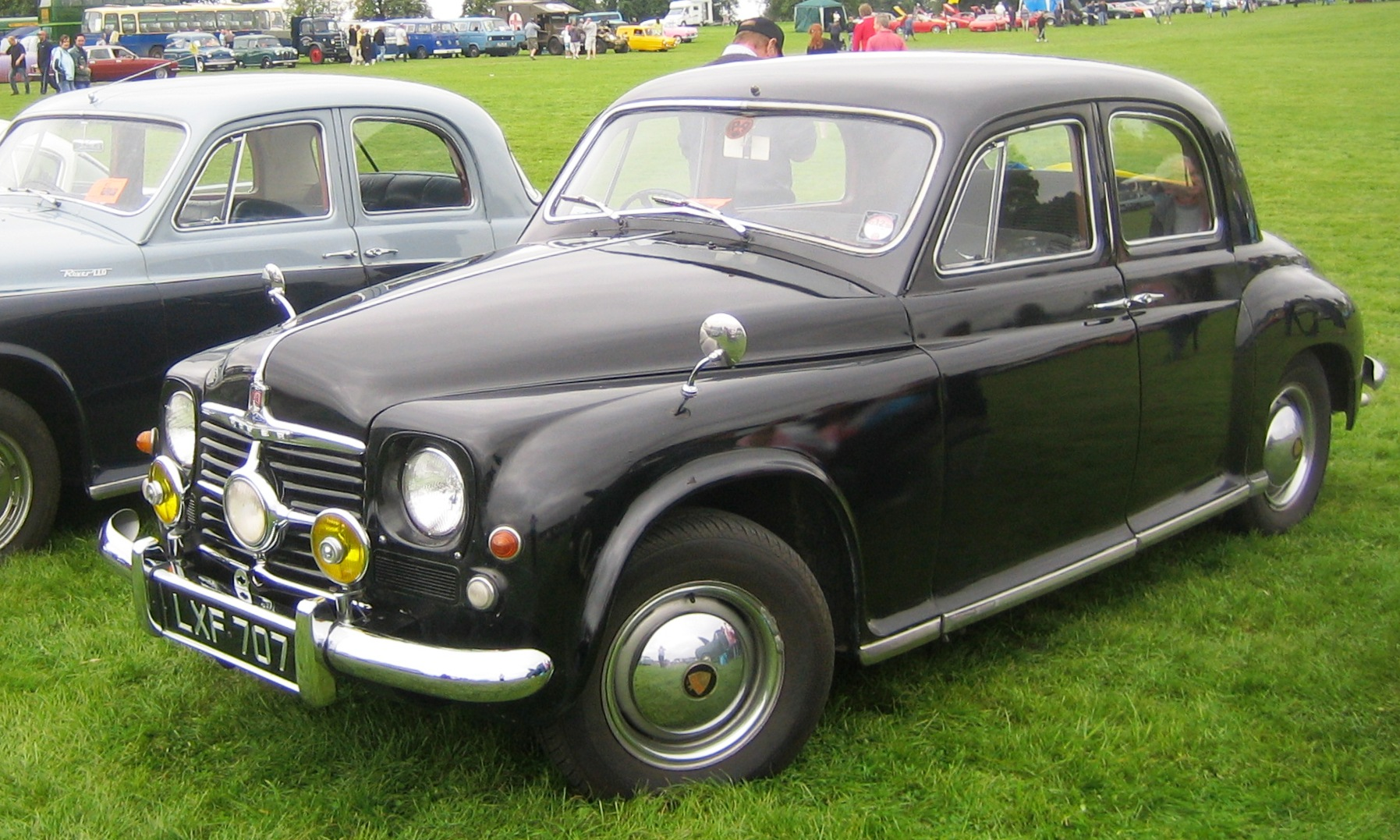
Rover 75

Als Antrieb diente ein Sechszylinder-Reihenmotor mit 2103 cm³ Hubraum und 76 bhp (57 kW) mit Wechselsteuerung (engl. oise-overhead inlet, side exhaust, Inlet over Exhaust). Diese Maschine – vom Rover P3 von 1948 übernommen – hatte hängende Einlassventile und seitlich stehende Auslassventile. Beide standen nicht parallel zur Zylinderachse, die stehenden Auslassventile stärker geneigt, der Kolbenboden war dachförmig und auch die Teilfuge zwischen Zylinderkopf und Block stand schräg zur Zylinderachse. Das 4-Gang-Getriebe wurde zuerst mit einem Hebel am Lenkstock geschaltet und später über eine Mittelschaltung. Die Herstellung dieses ersten Modells endete 1954 nach 43.241 Einheiten.
Der P4 war auch die Basis des kurzlebigen Modells Marauder.

## P4 60
Ein Vierzylinder wurde 1953 mit dem Rover 60 eingeführt. Sein 4-Zylinder-Reihenmotor mit 1997 cm³ Hubraum leistete 61 bhp (45 kW) und wurde von Rover auch im Land Rover verwendet; die rau laufende Maschine passte nicht recht zum luxuriösen P4. Das Fahrzeug wurde 1959 durch den Rover 80 mit einer überarbeiteten Version des Land-Rover-Vierzylindermotors ersetzt.

## P4 90

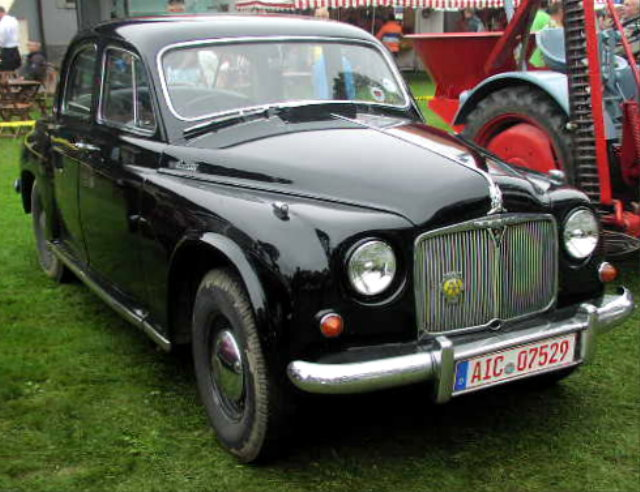
Rover 90

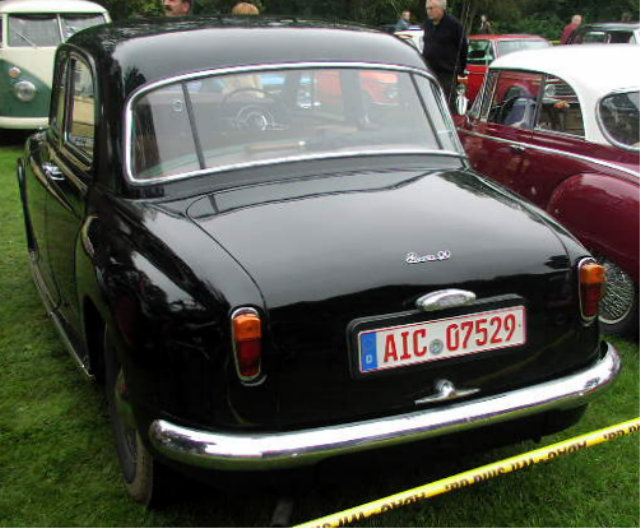
Rover 90

Zur gleichen Zeit wie die Vierzylinderversion wurde das Spitzenmodell Rover 90 eingeführt, der einen stärkeren 6-Zylinder-Reihenmotor mit 2639 cm³ Hubraum und 90 bhp (67 kW) hatte. Er beschleunigte das Auto auf 144 km/h. Als es 1959 durch den Rover 100 ersetzt wurde, waren 9666 Stück hergestellt worden.

## P4 75 Mark II
Der überarbeitete Rover 75 Mark II kam 1954 mit einigen Veränderungen. Er hatte ein 3-teiliges Panoramaheckfenster, der wechselgesteuerte Motor wurde mit 2103 cm³ Hubraum weiterverwendet. Dieses Modell wurde 1955 nochmals überarbeitet und erhielt einen auf 2230 cm³ Hubraum vergrößerten Motor. 1957 wurde die Karosserie, wie bei allen P4, modernisiert und bekam einen neuen Kühlergrill und neue Kotflügel. Mit der Einführung des Rover 100 wurde 1959 die Produktion eingestellt.

## P4 105R/105S
Der 90 blieb nicht das Spitzenmodell der P4-Baureihe. 1956 wurden der Rover 105 R und der Rover 105 S eingeführt. Sie hatten eine Hochleistungsversion des auch im 90 eingesetzten Motors mit 2639 cm³ Hubraum. Die Doppelvergaser sorgten für 108 bhp (80 kW) Leistung. Beide 105-Modelle waren mit überarbeiteten Karosserien versehen und innen luxuriöser eingerichtet.
Der 105 R hatte eine „Roverdrive“-Getriebeautomatik. Diese anfällige Konstruktion entstand aus einer 2-Gang-Automatik mit Overdrive, woraus sich insgesamt 4 Vorwärtsgänge ergaben. Der Wagen erreichte 146 km/h. Der 105 S begnügte sich mit einem manuell geschalteten Getriebe mit Overdrive und erreichte eine Höchstgeschwindigkeit von 162 km/h.
Als die Produktion des Rover 105 (1958 das R-Modell, 1959 das S-Modell) eingestellt wurde, waren 10.781 Stück hergestellt worden, 2/3 der Produktion war mit manuellem Getriebe ausgeliefert worden.

## P4 80
Die Vierzylinderversion des P4 wurde 1959 durch den Rover 80 ersetzt. Er hatte ebenfalls einen vom Motor des Land Rover abgeleiteten 4-Zylinder-Reihenmotor, aber mit 2286 cm³ Hubraum. Mit seinen 80 bhp (60 kW) konnte das Auto 137 km/h erreichen. Neu waren Scheibenbremsen vorne, breitere Reifen und ein modifiziertes Styling. Aber die Vierzylinder-Versionen des P4 waren nie besonders populär, und so wurden bis zur Einstellung der Serie 1962 nur 5900 Stück verkauft.

## P4 100
Das Modell 90 wurde 1960 durch den stärkeren Rover 100 ersetzt. Sein wechselgesteuerter („oise“) Sechszylinder-Motor hatte ebenfalls 2625 cm³ Hubraum und war tatsächlich eine Version der 3,0 Liter-Maschine des Rover P5 mit kürzerem Hub. Der Wagen erreichte 160 km/h (100 mph). Die Inneneinrichtung war luxuriös mit Holz- und Lederapplikationen an den traditionellen englischen Bedienelementen, wie dem geschwungenen „Shepherd's Crook“, dem sog. (Schäferstock)-Handbremshebel. 16.521 Stück dieses Modells wurden bis 1962 hergestellt, das dann durch den Rover 110 ersetzt wurde.

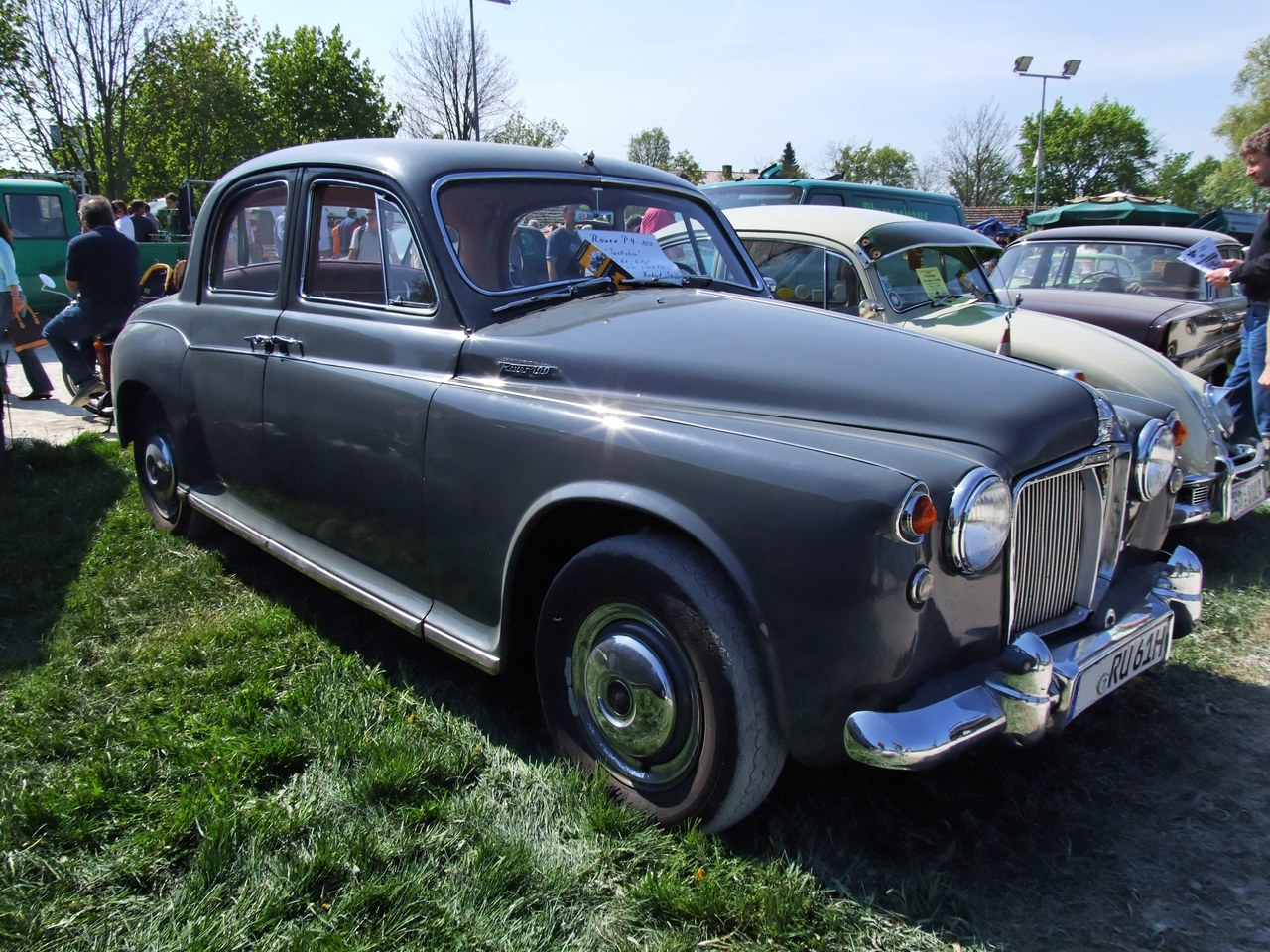
Rover P4 100 (1961)
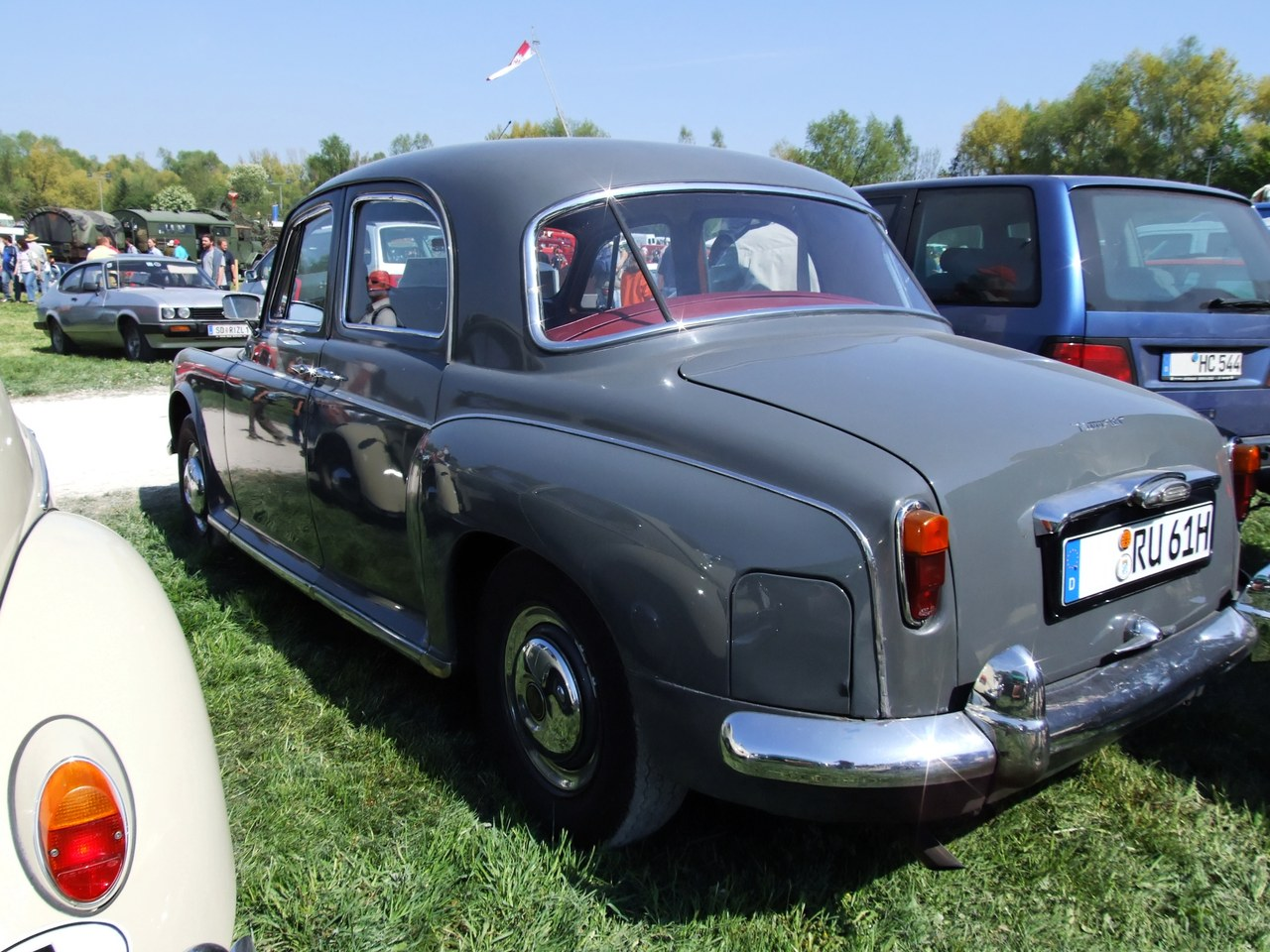
Rover P4 100 (1961)

## P4 95/110
Die letzten Modelle der P4-Familie waren der Rover 95 und der Rover 110. Als sie 1962 eingeführt wurden, sahen sie schon etwas altbacken aus. Später bekamen sie Türblätter aus Stahlblech (statt aus Aluminium) und eine elektrische Scheibenwaschanlage. Ein Overdrive gehörte zur Grundausstattung; die „Roverdrive“-Automatik gab es inzwischen nicht mehr.

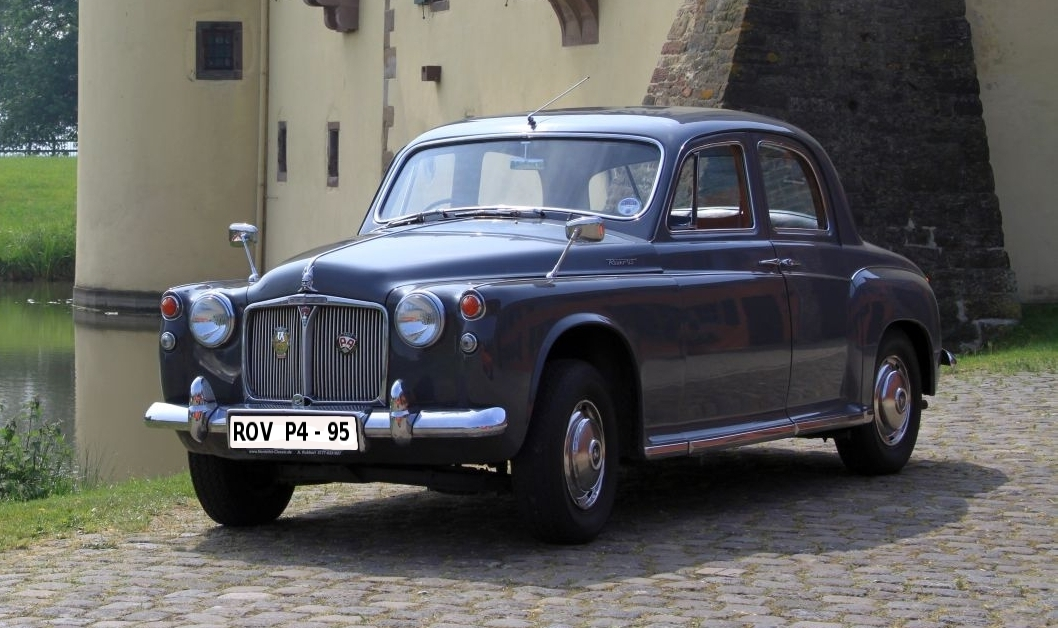
Rover P4 95 (1963)
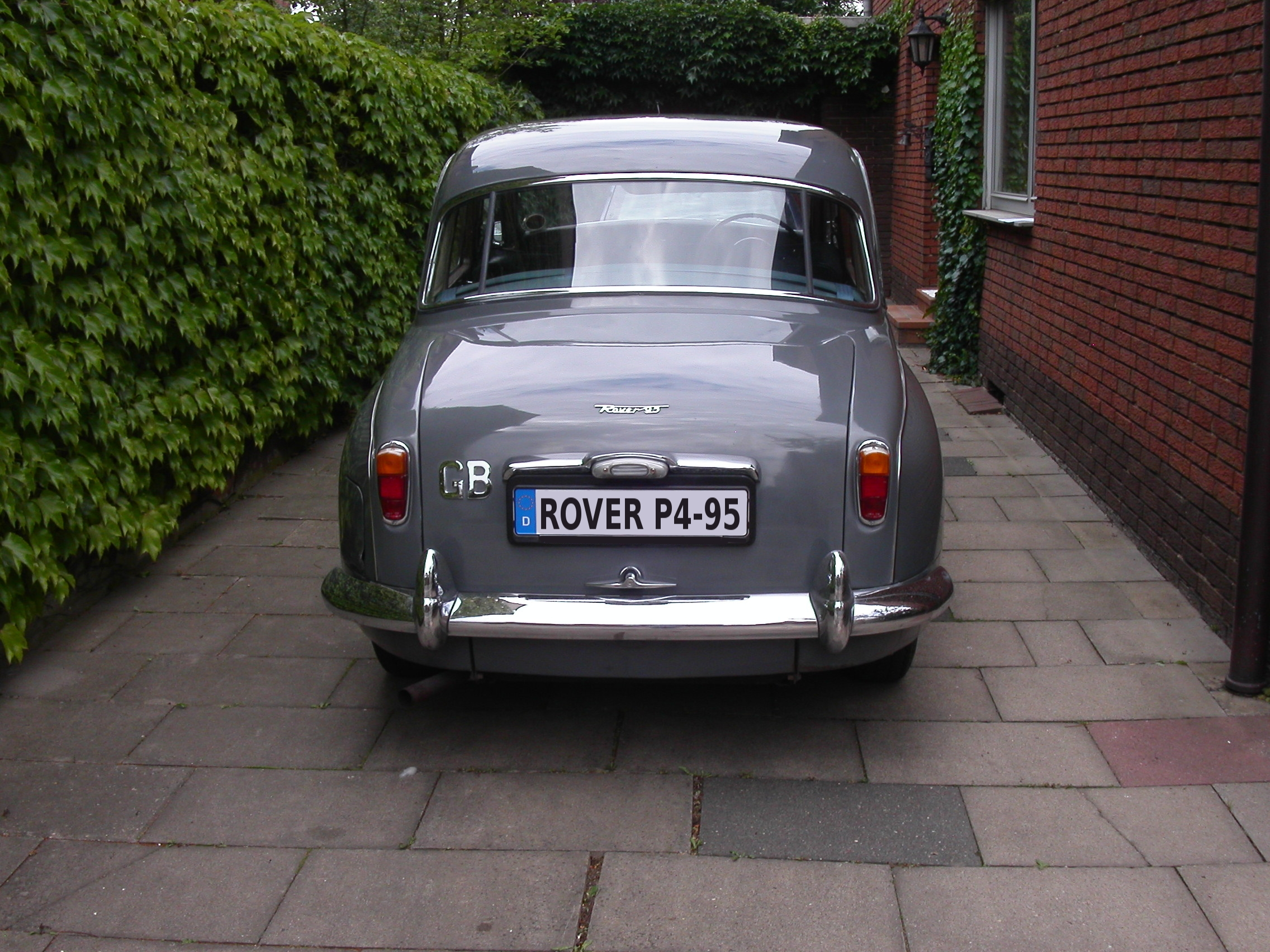
Rover P4 95 (1963)
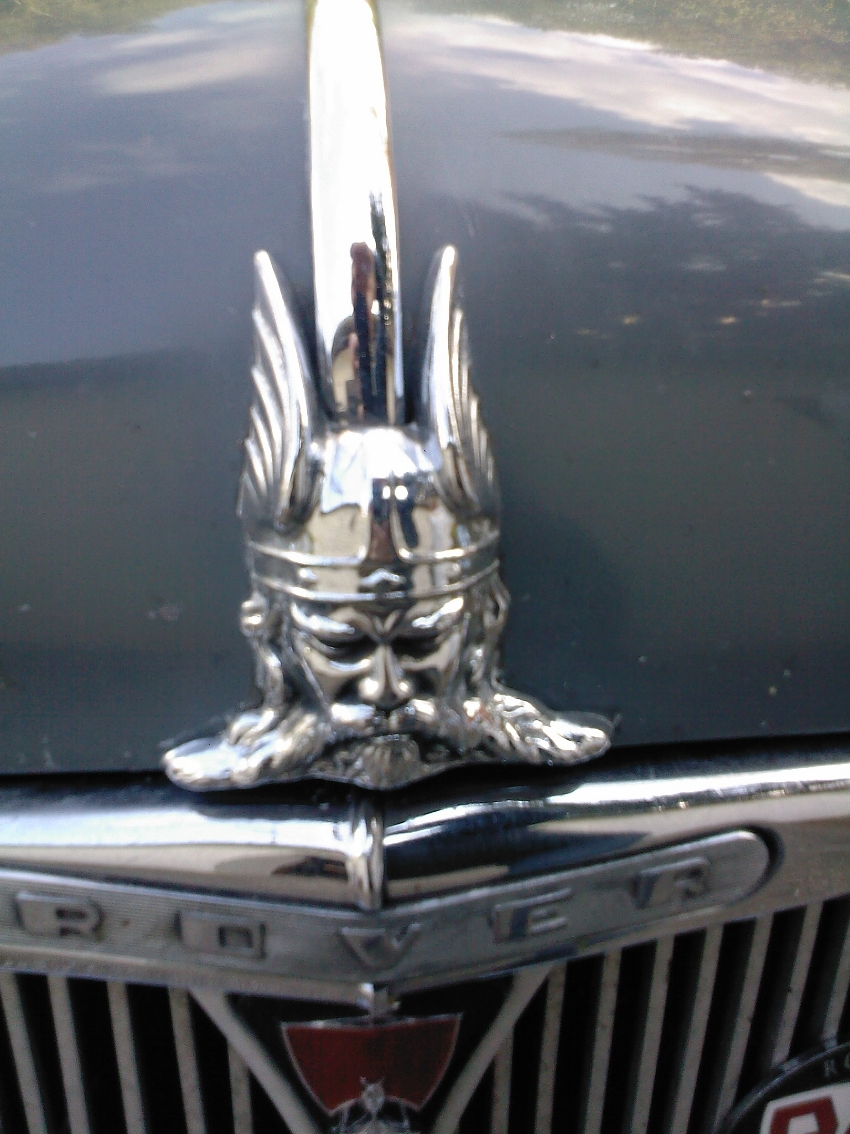
Rover P4 95 (1963)

Beide Modelle hatten den gleichen wechselgesteuerten Motor mit 2625 cm³ Hubraum. Der alte Motor leistete 123 bhp (92 kW), beim Typ 110 mit Weslake-Zylinderkopf und 102 bhp (76 kW) beim Typ 95. Beide Modelle wurden nach 1964 durch den wesentlich moderneren Rover P6 ersetzt.